# Лакенський палац
Лакенський палац, Лакенський замок (фр. Château de Laeken, нід. Kasteel van Laken) — палац-резиденція бельгійської королівської родини в брюссельському районі Лакен.
Зведений на півночі бельгійської столиці в 1781-1785 за вказівкою Альберта Саксен-Тешинського, штатгальтера Австрійських Нідерландів, в стилі класицизму.
У 1815-1830 під час існування Сполученого королівства Нідерланди палац був однією з резиденцій короля Нідерландів.
Після бельгійської революції та здобуття Бельгією незалежності він стає резиденцією бельгійського короля Леопольда I. Син Леопольда I, Леопольд II, розширив палац і прилеглий парк, а також побудував знамениті паркові оранжереї Лакена.